# Thymus brevipetiolatus
Thymus brevipetiolatus là một loài thực vật có hoa trong họ Hoa môi. Loài này được Cap miêu tả khoa học đầu tiên năm 1993.